# Рајфершајд (Арвајлер)
Рајфершајд (њем. Reifferscheid) општина је у њемачкој савезној држави Рајна-Палатинат. Једно је од 74 општинска средишта округа Арвајлер. Према процјени из 2010. у општини је живјело 592 становника. Посједује регионалну шифру (AGS) 7131069.

## Географски и демографски подаци
Рајфершајд се налази у савезној држави Рајна-Палатинат у округу Арвајлер. Општина се налази на надморској висини од 564 метра. Површина општине износи 14,2 km². У самом мјесту је, према процјени из 2010. године, живјело 592 становника. Просјечна густина становништва износи 42 становника/km².